# Seznam šahistov
Seznam pomembnejših svetovnih šahistk in šahistov

### A
- Peter Acs (Madžarska, 1981 - )
- Michael Adams (Anglija, 1971 - )
- Utut Adianto (Indonezija, 1965 - )
- András Adorján (Madžarska, 1950 - 2023)
- Adolf Albin (Romunija, 1848 - 1920)
- Simen Agdestein (Norveška, 1967 - )
- Vladimir Akopjan (Armenija, 1971 - )
- Aleksander Aljehin (Rusija, 1892 - 1946)
- Friedrich Amelung (Latvija, 1842 - 1909)
- Višvanatan Anand (Indija, 1969 - )
- Erik Andersen (Danska, 1904 - 1938)
- Adolf Anderssen (Nemčija, 1818 - 1879)
- Ulf Andersson (Švedska, 1951 - )
- Konstantin Asejev (Rusija, 1960 - 2004)
- As-Suli (Abasidski kalifat, okoli 880 - 946)
- Maurice Ashley (Jamajka, ZDA, 1966 - )
- Suat Atalık (Turčija, 1964 - )

### B
- Etienne Bacot (Francija, 1983 - )
- Ivo Bajec (Slovenija, 1932 - 2018)
- Jurij Balašov (Rusija, 1949 - )
- Newell Banks (ZDA, 1887 - 1977)
- Curt von Bardeleben (Nemčija, 1861 - 1924)
- Aleksander Beliavsky (Ukrajina, Slovenija, 1953 - )
- Jevgenij Barejev (Rusija, 1966 - )
- Robert Henry Barnes (Anglija, Nova Zelandija, 1849 - 1916)
- Thomas Wilson Barnes (Anglija, 1825 - 1874)
- Karl Berndtsson (Švedska, 1892 - 1943)
- Ossip Bernstein (Ukrajina, 1882 - 1962)
- Istvan Bilek (Madžarska, 1932 - 2010)
- Henry Bird (Anglija, 1830 - 1908)
- Arthur Bisguier (ZDA, 1929 - 2017)
- Joseph Henry Blackburne (Anglija, 1841 - 1924)
- Claude Bloodgood (1937 - 2001)
- Samuel Boden, (Anglija, 1826 - 1882)
- Efim Bogoljubov (Ukrajina, 1889 - 1952)
- Paolo Boi (Italija, 1528 - 1598)
- Isaak Boleslavsky (Rusija (sedaj Ukrajina), 1919 - 1977)
- Julio Bolbochan (Argentina, 1920 - 1996)
- Anna-Maria Botsari (Grčija, 1972 - )
- Mihail Botvinik (Rusija, 1911 - 1995)
- Louis-Charles Mahé de la Bourdonnais (Francija, 1795 - 1840)
- David Bronštejn (Rusija, 1924 - 2006)
- Walter Browne (Avstralija/ZDA, 1949 - )
- Amos Burn (Anglija, 1848 - 1925)
- Robert Byrne (ZDA, 1928 - 2013)

### C
- José Raúl Capablanca (Kuba, 1888 - 1942)
- Magnus Carlsen (Norveška, 1990 - )
- Irving Chernev (ZDA, 1900 - 1981)
- Larry Christiansen (ZDA, 1956 - )
- John Cochrane (Anglija, 1798 - 1878)
- István Csom (Madžarska, 1940 - )
- Ognjen Cvitan (Hrvaška, 1961 - )

### Č
- Mihail Čigorin (Rusija, 1850 - 1908)
- Dragoljub Čirić (Srbija, 1935 - 2014)
- Viktorija Čmilytė-Nielsen (Litva, 1983 - )

### D
- Nigel Davies (Anglija, 1960 - )
- Felipe El Debs (Brazilija, 1985 - )
- Eugene Delmar (ZDA, 1841 - 1909)
- Yelena Dembo (Grčija, 1983 - )
- Goran Dizdar (Hrvaška, 1958 - )
- Serafino Dubois (Italija, 1817 - 1899)
- Oldrich Duras (Češka, 1882 - 1957)

### E
- Jaan Ehlvest (Estonija, 1962 - )
- Berthold Englisch (Avstrija, 1851 - 1897)
- Hanna Ereńska-Barlo (Poljska, 1946)
- Max Euwe (Nizozemska, 1901 - 1981)

### F
- Ernst Falkbeer (Češka, 1819 - 1885)
- Salo Flohr (Češka, 1908 - 1983)
- Reuben Fine (ZDA, 1914 - 1993)
- Bobby Fischer (ZDA, 1943 - 2008)
- Lubomír Ftáčnik (Slovaška, 1957 - )

### G
- Joseph Gallagher (Anglija, 1964 - )
- Nona Gaprindašvili (Gruzija, 1941 - )
- Boris Gelfand (Belorusija, Sovjetska zveza, 1968 - )
- Efim Geller (Ukrajina, Sovjetska zveza, 1925 - 1998)
- Jevgenij Jakovljevič Gik (Sovjetska zveza, Rusija, 1943 – 2016)
- Aivars Gipslis (Latvija, 1937 - 2000)
- Valentina Golubenko (Rusija, 1990 - )
- Leon Gostiša (Slovenija, 1963 - )
- Gioacchino Greco (Italija, 1600 - okoli 1634)
- Alon Greenfeld (Izrael, 1964 - )
- Aleksander Griščuk (Rusija, 1983 - )
- Efstratios Grivas (Grčija, 1966 - )
- Aljoša Grosar (Slovenija, 1967 - )
- Kiti Grosar (Slovenija, 1976 - )
- Isidor Gunsberg (Madžarska, 1854 - 1930)

### H
- Aleksander Halifman (Rusija, 1966 - )
- Max Harmonist (Nemčija, 1864 - 1907)
- Albert Hodges (ZDA, 1861 - 1944)
- Israel Horowitz (ZDA, 1907 - 1973)
- Vlastimil Hort (Češka, 1944 - )
- Daniel Harrwitz (Nemčija, Francija, 1823 - 1884)
- Bernhard Horwitz (Anglija, 1807 - 1885)
- Yifan Hou (Kitajska, 1994 - )
- Manuel León Hoyos (Mehika, 1989 - )

### I
- Vasilij Ivančuk (Ukrajina, 1969 - )
- Sergey Ivanov (Rusija, 1960 - )
- Borislav Ivkov (Srbija, 1933 - )

### J
- Egil Jacobsen (Danska, 1897 - 1923)
- Robert Murray Jamieson (Avstralija, 1952 - )
- Dawid Janowski (Poljska, 1868 - 1927)
- Vlastimil Jansa (Češka, 1942 - )
- Max Judd (ZDA, 1851 - 1906)

### K
- Gata Kamsky (Rusija, ZDA, 1974 - )
- Darja Kapš (Slovenija, 1981 - )
- Anatolij Karpov (Rusija, 1951 - )
- Gari Kasparov (Rusija, 1963 - )
- Paul Keres (Estonija, 1916 - 1975)
- Lionel Kieseritzky (Poljska, Nemčija, 1806 - 1853)
- Marko Klasinc (Slovenija, 1951 - )
- Rainer Knaak (Nemčija, 1953 - )
- Boris Kogan (Rusija, ZDA, 1940 - 1993)
- Artur Kogan (Izrael, 1974 - )
- Viktor Korčnoj (Rusija, Švica, 1931 - 2016)
- Aleksandra Kostenjuk (Rusija, 1984 - )
- Borislav Kostić (Srbija, 1887 - 1963)
- Aleksander Kotov (Sovjetska zveza, 1913 - 1981)
- Vladimir Kramnik (Rusija, 1975 - )
- Jana Krivec (Slovenija, 1980 - )
- Ala Kušnir (Rusija, Izrael, 1941 - 2013)

### L
- Zigurds Lanka (Latvija, 1960 - )
- Bent Larsen (Danska, 1935 - 2010)
- Edward Lasker (Nemčija, ZDA, 1885 - 1981)
- Emanuel Lasker (Nemčija, ZDA, 1868 - 1941)
- Tassilo von Heydebrand und der Lasa (Prusija, 1818 - 1899)
- Ralf Lau (Nemčija, 1959 - )
- Milunka Lazarević (Srbija, 1932 - 2018)
- Peter Leko (Madžarska, 1979 - )
- Luka Lenič (Slovenija, 1988 - )
- Giovanni Leonardo (Italija, 1542 - 1587)
- Alexandre Lesiege (Kanada, 1975 - )
- Henrik Levičnik (Slovenija, 1810 - 1862)
- Anita Ličina (Slovenija, 1972 - )
- Samuel Lipschütz (ZDA, 1863 - 1905)
- Milan Longer (Slovenija, 1914 - 1971)
- Ruy Lopez de Segura (Španija, okoli 1540 - okoli 1580)
- Johann Löwenthal (Madžarska, 1810 - 1876)
- Luis Ramirez Lucena (Španija, okoli 1465 - okoli 1530)
- Constantin Lupulescu (Romunija, 1984 - )

### M
- Karmen Mar (Slovenija, 1987 - )
- Alisa Marić (Srbija, 1970 - )
- Ján Markoš (Slovaška, 1985 - )
- Geza Maroczy (Madžarska, 1870 - 1951)
- Frank Marshall (ZDA, 1877 - 1944)
- Hermanis Matisons (Latvija, 1894 - 1932)
- Alexander McDonnell (Irska, 1798 - 1835)
- Luke McShane (Anglija, 1984 - )
- Henrique Mecking (Brazilija, 1952 - )
- Adrian Mihalčišin (Slovenija, 1954 - )
- Tony Miles (Anglija, 1955 - 2001)
- Georg Mohr (Slovenija, 1965 - )
- Augustus Mongredien (Anglija, 1807 - 1888)
- Alexander Morozevich (Rusija, 1977 - )
- Paul Morphy (ZDA, 1837 - 1884)
- Hans Müller (Avstrija, 1896-1971)
- Niaz Morshed (Bangladeš, 1966 - )
- Ana Muzičuk (Slovenija, Ukrajina, 1990 - )

### N
- Miguel Najdorf (Argentina, 1910 - 1997)
- Hikaru Nakamura (ZDA, 1987 - )
- Jivo Nej (Estonija, 1931 - )
- Ivan Nemet (Hrvaška, 1943 - 2007)
- Peter Heine Nielsen (Danska, 1973 - )
- Aron Nimcovič (Latvija, Danska, 1886 - 1935)
- Joseph Noa (Madžarska, 1856 - 1903)
- John Nunn (Anglija, 1955 - )
- Gustaf Nyholm (Švedska, 1880 - 1957)

### O
- Tõnu Õim (Estonija, 1941)
- Kaarle Ojanen (Finska, 1918 - 2009)
- Fridrik Ólafsson (Islandija, 1935 - )
- Helgi Ólafsson (Islandija, 1956 - )
- Lembit Oll (Estonija, 1966 - 1999)
- Lexy Ortega (Italija, 1960 - )
- John Owen (Anglija, 1827 - 1901)

### P
- Luděk Pachman (Češka, 1924 - 2003)
- Oscar Panno (Argentina, 1935 - )
- Bruno Parma (Slovenija, 1941 - )
- Juzefs Petkēvičs (Latvija, 1940 - 2024)
- Tigran Petrosjan (Gruzija, Sovjetska zveza, 1929 - 1984)
- François-André Danican Philidor (Francija, 1726 - 1795)
- Harry Nelson Pillsbury (ZDA, 1872 - 1906)
- Vasja Pirc (Slovenija, 1907 - 1980)
- Albin Planinc (Slovenija, 1944 - 2008)
- Guilio Polerio (Italija]], okoli 1550 - okoli 1610)
- Judit Polgar (Madžarska, 1976 - )
- Susan Polgar (Madžarska, ZDA, 1969 - )
- Zsofia Polgar (Madžarska, 1974 - )
- William Henry Krause Pollock (Anglija, ZDA, 1859 - 1896)
- Ruslan Ponomariov (Ukrajina, 1983 - )
- Stojan Puc (Slovenija, 1921 - 2004)
- Cecil John Seddon Purdy (Avstralija, 1906 - 1979)

### R
- Braslav Rabar (Hrvaška, 1919 - 1973)
- Teimour Radjabov (Azerbajdžan, 1987 - )
- Hans Ree (Nizozemska, 1944 - )
- Richard Reti (Češka, 1889 - 1929)
- Zoltan Ribli (Madžarska, 1951 - )
- Jules Arnous de Rivière (Francija, 1830 - 1905)
- Ivan Vladimir Rohaček (Slovaška, 1909 - 1977)
- Michael Rohde (ZDA, 1959 - )
- Eugène Rousseau (Francija, okoli 1810 - okoli 1870)
- Akiba Rubinstein (Poljska, 1882 - 1961)

### S
- Pierre Charles Fournier de Saint-Amant (Francija, 1800 - 1872)
- Valery Salov (Rusija, 1964 - )
- Carl Schlechter (Avstrija, 1874 - 1918)
- Gabriel Schwartzman (ZDA, Romunija, 1976 - )
- Yasser Seirawan (Sirija, ZDA, 1960 - )
- Dražen Sermek (Slovenija, 1969 - )
- Nigel Short (Anglija, 1965 - )
- Alexander Shabalov (ZDA, 1967 - )
- Jackson Showalter (ZDA, 1860 - 1935)
- Bogdan Śliwa (Poljska, 1922 - 2003)
- Vasilij Smislov (Rusija, 1921 - 2010)
- Boris Spaski (Rusija, Francija, 1937 - )
- Jon Speelman (Anglija, 1956 - )
- Kevin Spraggett (Kanada, 1954 - )
- Ana Srebrnič (Slovenija, 1984 - )
- Charles Stanley (Anglija, ZDA, 1819 - 1901)
- Howard Staunton (Anglija, 1810 - 1874)
- Michael Stean (Anglija, 1953 - )
- Wilhelm Steinitz (ZDA, 1836 - 1900)
- Daniel Stellwagen (Nizozemska, 1987 - )
- Gösta Stoltz (Švedska, 1904 - 1963)
- Mihai Suba (Romunija, 1947 - )
- Mir Sultan Khan (Indija, 1905 - 1966)
- Rudolph Sze (Kitajska, ZDA, 1890 - 1938)

### Š
- Ivan Šarić (Hrvaška, 1990 - )
- Miron Šer (Rusija, 1952 - )
- Aleksej Širov (Latvija, Španija, 1972 - )
- Šarūnas Šulskis (Litva, 1972 - )

### T
- Mark Tajmanov (Rusija, 1926 - 2016)
- Mihail Talj (Latvija, Sovjetska zveza|ZSSR, 1936 - 1992)
- Siegbert Tarrasch (Nemčija, 1862 - 1934)
- Savielly Tartakower (Poljska, Francija, 1887 - 1956)
- Stefano Tatai (Italija, 1938 - 2017)
- Jean Taubenhaus (Francija, 1850 - 1919)
- Jan Timman (Nizozemska, 1951 - )
- Veselin Topalov (Bolgarija, 1975 - )
- Eugenio Torre (Filipini, 1951 - )
- Marko Tratar (Slovenija, 1974 - )
- Petar Trifunović (Srbija, 1910 - 1980)

### U
- Laura Unuk (Slovenija, 1999 - )
- Wolfgang Unzicker (Nemčija, 1925 - )

### V
- Milan Vidmar (Slovenija, 1885 - 1962)
- William Samuel Viner (Avstralija, 1881 - 1933)
- Vladimir Vuković (Hrvaška, 1898 - 1975)

### W
- Joshua Waitzkin (ZDA, 1976 - )
- Loek van Wely (Nizozemska, 1972 - )
- Norman Tweed Whitaker (ZDA, 1890 - 1975)
- Marmaduke Wyvill (Anglija, 1815 - 1896)

### X
- Jun Xie (Kitajska, 1970 - )

### Y
- Daniel Yanofsky (Poljska, Kanada, 1925 - 2000)
- Frederick Yates (Anglija, 1884 - 1932)
- Jiangchuan Ye (Kitajska, 1960 - )

### Z
- Aldo Zadrima (Albanija, 1948 - )
- Aleksander Zajcev (Sovjetska zveza, 1935 - 1971)
- Zhong Zhang (Kitajska, 1978 - )
- Eugene Znosko-Borovsky (Rusija, Francija, 1884 - 1954)
- Leo Zobel (Slovaška, 1895 - 1962)
- Johannes Zukertort (Poljska, 1842 - 1888)
- Kira Zvorikina (Sovjetska zveza, Rusija, 1919 - 2014)